# Planorbis planorbis
Planorbis planorbis, conocido comúnmente como caracol planorbis o caracol diablo, es una especie de caracol de agua dulce que respira aire, un molusco gasterópodo acuático de la familia Planorbidae. Es muy utilizado en la acuariofilia, debido a que son carroñeros que se alimentan de los desechos y algas acumulados en el fondo de los acuarios.

## Descripción
Esta especie, como todas las planórbidas, tiene un caparazón sinistral. El ancho de la concha es de 15 a 20 mm. La quilla en la periferia del caparazón está cerca del borde más cercano al lado de la aguja, que se lleva hacia abajo en la vida.

## Distribución
Planorbis planorbis es originario de Europa Oriental y Asia Central, aunque ha sido introducido en muchos otros lugares, en algunos de los cuales es considerado una especie invasora o una plaga.

## Hábitat
El hábitat de esta especie es agua dulce de poca profundidad que corre lentamente sobre un sustrato de lodo, también estanques y aguas de inundación que se secan temporalmente, hasta 1 metro de profundidad. Planorbis planorbis no tolera movimientos de agua intensos, pero es tolerante a las condiciones eutróficas.